# Coplas por la muerte de su padre
Las Coplas por la muerte de su padre, también citadas como Coplas a la muerte del maestre don Rodrigo o, simplemente, Las coplas de Jorge Manrique, son una elegía escrita por Jorge Manrique en la muerte de su padre, el maestre de Santiago Rodrigo Manrique. Escritas, al menos una parte, con posterioridad al 11 de noviembre de 1476, fecha de la muerte de Rodrigo Manrique, constituye una de las obras capitales de la literatura española.
Esta obra pertenece al género poético de la elegía funeral medieval o planto y es una reflexión sobre la vida, la fama, la fortuna y la muerte con resignación cristiana. Se inspira en los precedentes clásicos y medievales del género y en el Eclesiastés, pero también contiene alusiones a la entonces historia reciente de Castilla e incluso a sucesos en los que pudo estar presente el propio autor.

## Composición
El primer problema que plantean las Coplas es el de la fecha de composición. Aunque es lógico pensar que fueron escritas con posterioridad al 11 de noviembre de 1476, fecha en que se sabe fallece Rodrigo Manrique, el caso es que hay investigadores que, basándose en la falta de articulación de algunas estrofas, creen que pudo haber coplas que ya tenía escritas con anterioridad, quizá entre 1460 y 1470[cita requerida], particularmente las 24 primeras, que son las más generales. También pudo haber probablemente alteración del orden estrófico por parte de quienes transcribieron los cancioneros de los siglos XV y XVI[cita requerida].

## Contenido
Lo que hace al contenido, las Coplas lamentan la muerte del padre del autor, remontándose desde la muerte como tema general a los ejemplos de muertes ilustres y finalmente a la muerte del personaje. El poeta, sin romper la unidad de tono, filosofa sobre la inestabilidad de la fortuna, la fugacidad del tiempo, las ilusiones humanas y el poder igualatorio de la muerte a lo largo de cuarenta estrofas llamadas coplas de pie quebrado o sextillas manriqueñas; cada una de ellas es una sextilla doble y tiene, por tanto, doce versos, de los que son octosílabos el primero, segundo, cuarto y quinto y tetrasílabos tercero y sexto; los tetrasílabos pueden ser en apariencia pentasílabos algunas veces, pero es cuando el verso anterior termina en aguda, por la métrica ley de compensación.
Se ensalza la figura del fallecido, junto con ataques más o menos directos a quienes han sido, de una forma u otra, enemigos del padre o de la familia Manrique. Así, personajes como don Álvaro de Luna, quien tantas desdichas trajo a esta familia[cita requerida], aparecen en situaciones poco ventajosas —este personaje aparece muerto—. Lo mismo ocurre con la forma en la que es tratado el cambio social que se está sufriendo en España en esa época, donde se está produciendo un cambio entre dos mundos completamente diferentes, el mundo feudal (característico de la Edad Media, con sus tres estamentos bien delimitados) está dejando paso al mundo renacentista (Edad Moderna), en el que surgirá una nueva clase social —la burguesía—, y en el que los tres estamentos anteriores ya no serán tan impermeables, sino que la posición de una persona puede verse alterada según el dinero que posea. Manrique también trata este tema en su poema, criticándolo con firmeza[cita requerida].
He aquí algunos ejemplos de las coplas:
Copla I
Recuerde el alma dormida,
avive el seso y despierte
contenplando
cómo se pasa la vida
cómo se viene la muerte,
tan callando;
quánd presto se va el plazer,
cómo después de acordado
da dolor;
cómo a nuestro paresçer
qualquiera tienpo pasado,
fue mejor.
Al final de la composición la muerte aparece como una gran igualadora que se dirige caballerosamente en un diálogo digno de un libro de caballería:

buen cavallero,
dexad el mundo engañoso
sin falago.

Otros temas que aparecen en la obra son:
- El paso inexorable del tiempo (tópico del tempus fugit).
- La vida como camino (tópico del homo viator).
- La vida como un río (tópico del vitae flumen).
- La muerte que iguala a todos los hombres, sean ricos o pobres (tópico de la omnia mors aequat).
- La vanidad de las cosas mundanas (cuestión de la vanitas vanitatis).
- El asunto del ubi sunt? («¿dónde están?») para evidenciar la fugacidad de la vida.
- La descripción de don Rodrigo Manrique y el elogio de sus virtudes como excelente caballero y héroe de la cruzada contra los moros.
- Los tres tipos de vida: terrenal, de la fama y eterna.

## Estructura
El poema se compone de cuarenta coplas escritas en octosílabos con versos de pie quebrado, bajo la forma de doble sextilla de tercetos simétricos, en los que a dos octosílabos sigue un verso corto (el pie quebrado) que puede ser tetrasílabo, o pentasílabo si es posible hacer sinalefa con el verso anterior o este finaliza en sílaba aguda. La doble sextilla manriqueña presenta la siguiente disposición de las rimas: abc abc def def. Esta combinación métrica fue usada por primera vez, al parecer, por Juan de Mena y algunos otros, como su mismo tío Gómez Manrique, pero fue su sobrino Jorge quien la elevó a la máxima categoría.
Se pueden distinguir tres partes:
- 1.ª parte (coplas I-XIV) (sobre la muerte): la primera parte, compuesta por las primeras catorce coplas, es una serie de generalizaciones filosóficas. Se trata más de un sermón filosófico acerca de lo que debemos y no debemos hacer que de una elegía propiamente dicha. Se caracteriza por la reflexión y las metáforas de la vida y de la muerte, siguiendo la idea de San Agustín, fruto de su interpretación de las ideas platónicas, de que esta vida está para usarla como medio para la ascensión al cielo, y no para disfrutarla, así como por el uso de un «yo poético» en primera persona del plural que pretende inculcarnos y hacernos sentir como nuestras ideas aparecieran en el poema.

- 2.ª parte (coplas XV-XXIV) (sobre los muertos): se da aquí una concreción de las cuestiones teóricas antes expresadas en ejemplos de la vida reciente, ejemplos conocidos por los potenciales lectores del poema. Empleo de la interrogación retórica del ubi sunt («¿dónde están?», tópico medieval que caracteriza la segunda parte de las Coplas, usado para preguntar por personalidades y bienes ya desaparecidos) con mucha frecuencia, siempre en forma de pregunta retórica («¿qué se hicieron?», «¿cuál se para?»), y usualmente tras largas enumeraciones, para mostrar que todas las cosas de este mundo son, al final, perecederas, como la propia vida terrenal. Por último, una característica interesante es que, como pretexto para concretar sus ideas, ajusta cuentas con los enemigos del padre, empleándolos como ejemplos de lo que no debe hacerse.

- 3.ª parte (coplas XXV-XL) (sobre su padre): es la parte de las Coplas que consiste en la elegía propiamente dicha, y donde por primera vez aparece el padre, del que hasta entonces no habíamos oído hablar. Si antes aplicaba a ejemplos de la historia reciente las cuestiones generales propuestas en la primera parte, ahora las va a concretar en Rodrigo de Manrique, alabando cómo en todo momento cumplió con lo que se nos ha dicho que «debe hacerse» en las dos partes anteriores del poema. Dentro de esta tercera parte, podemos hacer una segunda división:

- - Parte primera: de la copla XXV a la XXXIII. Consiste en un retrato de la vida del padre. El «yo poético» pasa a ser genérico. En estas coplas se ensalza al padre y sus virtudes, haciendo hincapié en el hecho de que cumplió como el que más con los deberes del estamento al que pertenecía (nobleza) para tener derecho a la vida eterna. Estos deberes consistían en la lucha contra el infiel. Un hecho curioso de esta parte es que su última copla, la treinta y tres, acaba con una coma, no un punto.

- - Parte segunda: abarca desde la copla XXXIV hasta la última, la XL. Podría catalogarse como una suerte de obrita teatral, ya que Manrique cede el «yo poético» a diversos hablantes, la Muerte (que ensalzará al padre, para que las alabanzas a este no sean siempre puestas en boca de Manrique), o su padre mismo. Nos muestra cómo Rodrigo de Manrique cumplió con su deber de «morir bien», y no se opuso a los designios divinos. Otra característica importantísima es la aparición de una «tercera vida», la fama, idea fundamentalmente renacentista.

## Sentido
La primera interpretación presentaría las Coplas como un poema escrito única y exclusivamente para alabar, siendo una elegía hacia el difunto[cita requerida]. Es decir, se alaba en el poema la nobleza, a quienes siguen los valores cristianos; su padre vivió de acuerdo con ello y, para Manrique, su padre representaría la perfección. Y al revés, al padre se le aplica todo aquello que Manrique considera «bueno» para ensalzar a su padre sobre el resto. En el poema, así pues, se canta la excelencia de Don Rodrigo de Manrique en su forma de obrar, se nos cuenta cómo lo perdió todo (todo menos la honra), y cómo lo recuperó luchando contra los infieles (la forma que tiene el estamento de la nobleza de alcanzar la vida eterna es la defensa de su religión mediante la lucha contra el infiel). Además, se nos presenta al padre de Manrique como un caballero dotado de todas las virtudes cristianas que imaginarse pueda, en suma, un caballero modelo de su época. Esto se da incluso en el momento de su muerte, cuando tiene lo que en la época se llama un «buen morir», es decir, afrontar la muerte con serenidad y valentía, ya que es el deseo de Dios. Es por todo lo antes citado que Rodrigo de Manrique se hace merecedor de la «tercera vida» que aparece en el poema, esa vida que constituye un rasgo puramente renacentista y que es la fama.
La otra posible interpretación, menos aceptada, no es sino el empleo de la historia reciente como un pretexto del que Manrique se sirve para alabar a su clan, a la nobleza[cita requerida]. Una nobleza que, con el paso a la Edad Moderna, se está desprestigiando, ya que empiezan a aparecer los burgueses y los nobles que, venidos a menos, se ocupan de «oficios no debidos» (trabajo con las manos, lo único ético para un noble de esa época eran las armas y la jurisprudencia). Y eso no le gusta a Manrique. Así pues, los ejemplos negativos de los que se sirve, no son sino sus enemigos, y los positivos, sus aliados. Las conductas que critica son las de aquellos que a él se oponen, y las que alaba, las de quienes son de su mismo parecer, reservando el lugar de honor a su propio padre. Manrique sugiere además que hay que buscar un sentido y utilidad en la vida y la necesidad de sobreponerse a la muerte de un ser querido.

## Lenguaje
El léxico del poema es castizo y corriente, en contraste con el muy latinizado puesto de moda en el siglo XV y testimoniado por la parte mayor de las obras de Juan de Mena y el Marqués de Santillana. Es cierto que Manrique introduce cultismos (ficciones, deidad, atender por «esperar», diligencia, etc.), pero lo hace con tan buen tino que la mayoría han sido naturalizados después por la costumbre y pertenecen hoy al habla común. El lenguaje no está fijado aún y por eso se observan algunas vacilaciones en la forma de algunas palabras: alternancia de f- inicial o h- inicial aspirada, non/no, nin/ni, vos/os, e/y, etcétera.

## El texto
No se conserva ningún autógrafo de las Coplas. El testimonio más antiguo que conserva íntegro el texto es el manuscrito del Cancionero de Egerton, ubicado en la British Library con la sigla Eg. 939. El manuscrito data de entre finales de 1470 e inicios de 1480 (ca.), escrito en gótica cortesana. En los fols. 15r. a 18v. yace íntegro el texto; la rúbrica que precede el texto enuncia: 

Coplas que fiço don jorje manrrique sobre la muerte del maestre de santiago don rrodrigo manrrique su padre.

## Influencia
En los siglos xv y xvi las Coplas de Jorge Manrique gozaron de gran éxito. Las Coplas fueron traducidas a todas las lenguas cultas, e incluso conocieron el honor de una versión a la lengua culta de la época, el latín. El vihuelista Alonso Mudarra las musicó en el siglo xvi, y fueron glosadas además por numerosos autores, muchos de ellos poetas de mérito: el monje cartujo Rodrigo de Valdepeñas, Alonso de Cervantes, Luis Pérez, Jorge de Montemayor, Diego Barahona, Francisco de Guzmán, Luis de Aranda, García Ruiz de Castro, Gregorio Silvestre, Gonzalo de Figueroa y muchos otros.
Los siglos posteriores mantuvieron su interés por la obra. La estrofa manriqueña (el pie quebrado), no solo fue admirada, sino ensayada por los románticos, como Zorrilla y Espronceda, y por los modernistas, como Rubén Darío y Amado Nervo. Y, en el siglo xx, Antonio Machado la definió como «palabra en el tiempo» y calificó a Manrique de poeta castellano más admirable. Por su parte, en los años 1960, Paco Ibáñez hizo una versión musical del poema, interpretando el ritmo que impone el pie quebrado. En el año 2010, el cantante Amancio Prada publicó un libro-disco en el que realiza una versión integral de la obra.